# 莱潘蒂耶尔
莱潘蒂耶尔（法語：Les Pinthières，法語發音：[le pɛ̃tjɛʁ]）是法国厄尔-卢瓦省的一个市镇，属于德勒区。

## 地理
莱潘蒂耶尔（48°42'6"N, 1°34'7"E）面积4.01 平方千米，位于法国中央-卢瓦尔河谷大区厄尔-卢瓦省，该省份为法国北部内陆省份，北起顺时针与厄尔省、伊夫林省、埃松省、卢瓦雷省、卢瓦-谢尔省、萨尔特省和奧恩省接壤。
与莱潘蒂耶尔接壤的市镇（或旧市镇、城区）包括：格朗尚、勒塔特尔戈德朗。

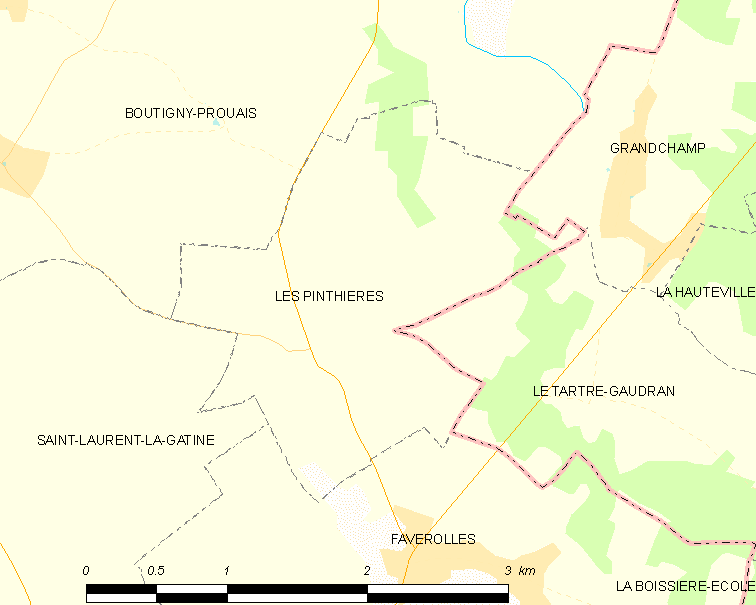
莱潘蒂耶尔的OSM定位图

莱潘蒂耶尔的时区为UTC+01:00、UTC+02:00（夏令时）。

## 行政
莱潘蒂耶尔的邮政编码为28210，INSEE市镇编码为28299。

## 政治
莱潘蒂耶尔所属的省级选区为埃佩尔农县。

## 人口

1962-2008年间莱潘蒂耶尔人口变化图示

莱潘蒂耶尔于2022年1月1日时的人口数量为164人。